# 피로바쿨룸속
피로바쿨룸속은 테르모프로테우스과의 속이다.